# 전가된 의
전가된 의 (또는 전가된 의로움)는 "그리스도의 의가... 믿음을 통해 [신자들]에게 전가되는 것. . . 즉, 마치 그들의 것처럼 취급되는 것"이라고 제안하는 기독교 신학의 개념이다.:106 하나님께서 인간을 받아들이시는 것은 예수의 의에 근거한 것이며 이것은 칭의라고도 불린다.
전가된 의에 대한 가르침은 루터교와 개혁주의 기독교 전통의 대표적인 교리이다.

## 전가된 의에 대한 여러 견해

### 로마 가톨릭의 견해
로마 가톨릭 교회는 전가된 의의 가르침을 부인한다. 가톨릭 교회는 의로움의 주입을 믿는 반면, 칼빈교는 의로움의 전가를 주장한다. 이 대조는 로마 카톨릭과 개신교 사이의 불일치의 중심에 있으며 오늘날까지도 주요 차이점으로 남아 있다.

### 루터교의 견해
마틴 루터와 동시대 인물인 필립 멜란히톤은 율법과 복음을 신중하고 적절하게 구별하려는 고전적 루터교의 열망을 강조했다. 그렇게 함으로써 그는 율법이 사람들을 종 노릇하게 만들고 (롬 7:9-25) 죄를 깨닫게 하고 (롬 7:7), 그리스도에게 인도하는 반면 (갈 3:19-25), 복음은 회개와 은혜의 약속, 영생을 선포하고 그리스도 안에 있는 그들의 자유를 선포한다는 것을 강조했다.

### 개혁주의의 견해
개혁 교회와 장로교는 일반적으로 율법과 복음을 구별하는 중요성에 관해 루터교와 동의해왔다. 언약 신학의 관점에서 설명하면 율법과 복음은 각각 율법 언약 (모세 언약으로 아담의 행위 언약과 혼동하지 말 것)과 은혜 언약으로 연관되었다.

## 같이 보기
- 의를 부여함
- 원죄
- 의
- 구원